# 新井弘毅
新井 弘毅（あらい ひろき、1984年8月5日 - ）は、日本のミュージシャン、ギタリスト、作詞家、作曲家、編曲家、音楽プロデューサー。埼玉県出身。元serial TV dramaで、現在はTHE KEBABSのギタリスト。血液型はAB型。

## 経歴
- 2004年
  - 1月、埼玉県にてserial TV drama結成。ギター兼リーダー及び作曲担当として活動開始。
- 2010年
  - 7月、ミニアルバム『マストバイ』にてメジャーデビュー[1]。
  - 7月  ミニアルバム『マストバイ』収録「コピペ」がTVアニメ『NARUTO -ナルト-』オープニングテーマとして起用される。
  - 8月、新ボーカルとして鴇崎 智史が加入[2]。
- 2011年
  - 6月15日リリースのシングル「桃源郷エイリアン」がTVアニメ「銀魂」オープニングテーマとして起用される[3]。
  - 8月17日リリースのアルバム「パワースポット」収録の「英雄」が「カメリアダイアモンド」CMソングとして起用される[4]。
- 2012年
  - 3月24日、serial TV drama解散[5] 。解散以降は様々なアーティストのプロデュース、楽曲提供、舞台音楽などで活動。また、ライブ等のサポートメンバーとしても活動している。
- 2014年
  - 元ステレオポニーAIMIと共に、ALiCE IN UNDERGROUNDを結成[6] 。
- 2018年
  - 佐々木亮介（a flood of circle）、田淵智也（UNISON SQUARE GARDEN）、鈴木浩之（QUADRANGLE）らと共に、THE KEBABSを結成。

## 提供作品
- 藍井エイル
  - dear brightness（編曲・ギター・プロデュース）
  - frozen eyes（編曲・ギター・プロデュース）
  - フェイスレス（編曲・ギター・プロデュース）
  - GLORIA（編曲・ギター・プロデュース）
  - 閃光前夜（作詞・作曲・編曲・ギター・プロデュース）
  - 虹の音（編曲・ギター）
  - 近未来交響曲（作詞・作曲・編曲・ギター・プロデュース）
  - KASUMI（作詞・作曲・編曲・ギター・プロデュース）
  - シンシアの光（作詞・作曲・編曲・ギター・プロデュース）
  - レイニーデイ（作詞・作曲・編曲・ギター・プロデュース）
  - Liar（作曲・編曲・ギター・プロデュース）
  - MY JUDGEMENT（作詞・作曲・編曲・ギター・プロデュース）
- ステレオポニー
  - 狼（作曲・編曲・ギター・プロデュース）
  - Introduction（作曲・編曲・ギター・プロデュース）
  - Blowin' in the wind（作曲・編曲・ギター・プロデュース）
  - ビバラ・ビバラ（編曲・ギター・プロデュース）
  - again（編曲・ギター）
- kylee
  - 過去を忘れる魔法（作曲・編曲・ギター・プロデュース）
- BYEE the ROUND
  - ミニアルバム『ハローイエロー』（プロデュース）
  - ミニアルバム『GOOD BYEE TO YOU』（プロデュース）
- 夜桜四重奏 〜ヨザクラカルテット〜 キャラクターソングベスト&オリジナルサウンドトラック『桜新町の鳴らし方。』[7] 。
  - holy sensation（編曲・ギター）
- トリプルブッキング
  - 花咲く☆最強レジェンドDays（作曲・編曲・ギター）
- 椎名慶治
  - 人生スパイス -go for broke- （編曲・ギター）
  - HIGH & HIGH（編曲・ギター）
  - MY LIFE IS MY LIFE （編曲・ギター）
- 東京パフォーマンスドール
  - 心のルール –Rearranged ver.-（編曲・ギター）
  - サヨナラの法則 –Rearranged ver.-（編曲・ギター）
  - 夜明けのハート –Rearranged ver.-（編曲・ギター）
  - SLASH DANCE -Rearranged ver.- （編曲・ギター）
- ぐーちょきぱー
  - クレイジーコースター （作曲・編曲・ギター）
  - ぐーちょきぱーのテーマ （作曲・編曲・ギター）
  - ハジケソーダ （作曲・編曲・ギター）
  - BIRI BIRI GIRL （作曲・編曲・ギター）
  - ぐーちょきぱーでなにつくろう （編曲・ギター）
- Q-MHz
  - 星の名は絶望（編曲・ギター）
- Thinking Dogs
  - 永遠はどこだ?（作曲・編曲）
  - Are you ready?（作曲）
  - ユメハグ（作曲・編曲）
- あっこゴリラ
  - ビューティフル・ウーマン -ゴリラ夫妻ver.-（編曲・ギター）
- ELISA
  - グラン・シャリオ（作詞・編曲・ギター）
- DISH//
  - 愛の導火線（作詞・作曲・編曲・ギター）
  - 親のスネスゲーうめえっすね〜（編曲・ギター）
  - 求愛ラブダンス（作詞）
  - シングル『僕たちがやりました』（プロデュース）
  - 万年皿組~皿組に夏がキタ~（作詞・作曲・編曲・ギター）
  - シングル『勝手にMY SOUL』（プロデュース）
  - 勝手にMY SOUL（作詞・作曲・編曲・ギター）
  - Sa-Ra-Band 〜俺たち皿バンド〜（作詞・作曲・編曲・ギター）
  - シングル『Starting Over』（プロデュース）
  - Starting Over（作詞・作曲・編曲・ギター）
  - Sa-Ra-Band 〜恋するマーズ〜（作詞・作曲・編曲・ギター）
  - アルバム『Junkfood Junction』（プロデュース）
  - This Wonderful World（作詞・作曲・編曲・ギター）
  - おいでよ、関内デビル（作詞・作曲・編曲・ギター）
  - GET Ur BODY（作詞・編曲・ギター）
  - Sa-Ra-Band 〜the last song〜（作詞・作曲・編曲・ギター）
  - シングル『NOT FLUNKY』（プロデュース）
  - NOT FLUNKY（作詞・作曲・編曲・ギター）
  - シングル『NOT FLUNKY / THIS IS WHAT DISH// IS-完全版-』（プロデュース）
  - シングル『PM 5:30』（プロデュース）
  - ミニアルバム『CIRCLE』（プロデュース）
  - 猫 ～THE FIRST TAKE Ver.～（プロデュース）
  - KICK-START（作詞・作曲・編曲・ギター）
  - Seagull（作詞・作曲・編曲・ギター）
  - バースデー（作詞・作曲・編曲・ギター）
  - 愛の導火線 (in 2022)（作詞・作曲・編曲）
  - 勝手にMY SOUL (in 2022)（作詞・作曲・編曲）
  - Starting Over (in 2022)（作詞・作曲・編曲・ギター）
  - 万々歳（作曲・編曲・ギター）
  - スパゲッティ（編曲・ギター）
  - シングル『プランA』（編曲・ギター）
- yozuca*
  - どうでもいいよ（作曲・編曲・ギター）
- 足立佳奈
  - 君とクリスマス（作詞・編曲・ギター）
  - この夕日は誰かの朝日なんだ（作曲・編曲・ギター）
  - You Your Yours（作詞・作曲・編曲・ギター）
- 浦島坂田船
  - 花魁俺嵐コンフュージョン（編曲・ギター）
- 魔法少女になり隊
  - NEW ME（作詞・作曲・編曲・プロデュース）
- 真夜中の12時
  - 愛しか勝たん（作詞・作曲・編曲）
- 來璃優花
  - イロトリドリ（作詞・作曲・編曲）
- PUFFY
  - 陽の当たる丘（作曲・編曲・サウンドプロデュース）
- So-net
  - So-net 25周年記念オリジナル楽曲「ありがとねよろしくね」（作曲・編曲・サウンドプロデュース）
- ザ・コインロッカーズ
  - 君推し（作詞・作曲・編曲）
- シャキーン!
  - 目覚めろ(PUFFY) （ボーカルディレクション）
- 手羽先センセーション
  - センセーションが鳴り止まない（作詞・作曲・編曲・サウンドプロデュース）
- 家入レオ
  - pain（作曲・編曲）
  - 愛は鎖じゃない（作曲・編曲）
- 超特急
  - アルバム『B9』（プロデュース）
  - シングル『Call My Name』（プロデュース）
  - シングル『Lesson II』（プロデュース）
  - Rail to Dream〜唯一無二番線出発進行です〜（プロデュース）
  - ミニアルバム『Just like 超特急』（プロデュース）
  - MEMORIAる×走れ!!!!超特急 [Mashup]（プロデュース）
  - BakaBakka [Re-mix]（プロデュース）
  - 『Rail is Beautiful』 ステーションメドレー（プロデュース）
  - Steal a Kiss×Kiss Me Baby [Mashup]（プロデュース）
  - panipani [Re-mix]（プロデュース）
  - シングル『AwA AwA』（プロデュース）

## ライブ・作品参加
- 藤木直人
- ROMEO
- フルカワユタカ（DOPING PANDA）
- 藍井エイル
- 石崎ひゅーい
- ステレオポニー
- AIMI
- 水野良樹（いきものがかり）
- BABYMETAL
- LADYBABY
- 椎名慶治
- あっこゴリラ
- 南條愛乃
- バンドじゃないもん!
- 小松未可子
- サンドクロック
- 入野自由
- PUFFY
- DISH//
- 足立佳奈
- Creepy Nuts
- 風男塾
- Mia REGINA
- DIALOGUE+
- 小林愛香
- LizNoir
- WurtS
- 渋谷すばる
- 泉大智

ほか

## ライブプロデュース
- DISH//
- 超特急
- WurtS

## 舞台音楽監督
- おかぼれ（下北沢駅前劇場、2012年9月26日 - 30日）出演：安藤聖、尾上寛之、松居大悟[8]
- おかぼれ #002『続ける理由』（座･高円寺1、2014年1月22日 - 26日）出演：安藤聖、尾上寛之、松居大悟
- あきれるほどエロティック❤コメディミュージカル「50Shades!〜クリスチャン・グレイの歪んだ性癖〜」（東京：2016年11月28日 - 12月11日、大阪：12月28日 - 29日）出演：浜中文一、玉置成実、明星真由美、安田カナ、佐藤仁美、大澄賢也
- ミュージカル「50Shades！～クリスチャン・グレイの歪んだ性癖～」（東京：2019年11月15日 - 11月24日、大阪：11月29日 - 12月2日、福岡：12月3日 - 4日）出演：浜中文一、水崎綾女、シルビア・グラブ、野口かおる、青木さやか、福田転球
- 舞台「夜は短し歩けよ乙女」（東京：2021年6月6日 - 6月22日、大阪：6月26日 - 6月27日) 出演：中村壱太郎 、久保史緒里、鈴木砂羽、尾上寛之、竹中直人、玉置玲央  ※歌唱ディレクション協力担当

## MEDIA
- TOKYO REAL EYESギター講座（J-WAVE）毎週金曜日OA

## 連載

### 雑誌
- MARQUEE
  - 「ベストオブダルメシアン新井の調子のいい話だぜーオラー!!」（2008年10月 - 2012年3月）
  - 「音楽脳」（2012年4月 - 12月）